# Three One G
Three One G (también llamado 31G Records) es un sello discográfico independiente, con sede en San Diego, California; centrado en la música punk, noise y experimental. El sello ha lanzado varios álbumes y compilaciones, descritas como freak punk y spaz-rock. A su vez, los músicos con frecuencia colaboran, creando supergrupos como Holy Molar, Some Girls y Head Wound City.
El nombre hace referencia a la canción Warsaw de Joy Division, 3-1-G es el número de prisionero de Rudolf Hess. Fue fundado por el músico Justin Pearson en 1994. Sus primeros lanzamientos fueron el sencillo 7" And / Fall on Proverb de Unbroken; y el 7" debut de Swing Kids, ambas bandas donde Eric Allen participaba.
En 1998, Allysia Edwards se unió a Pearson como colaboradora del sello, aumentando su producción anual. Hacia enero del 2011, Three One G ya había publicado más de sesenta lanzamientos; siendo la discografía de Swing Kids y March on Electric Children de The Blood Brothers los más vendidos.
Three One G ha lanzado una compilación con covers de sus artistas a Queen, llamada Dynamite With a Laserbeam: Queen as Heard Through the Meat Grinder of Three One G, así como un tributo a The Birthday Party titulado Release The Bats. También ha estrenado This is Circumstantial Evidence, un documental sobre el sello en DVD.

## Artistas
| - Adam Gnade - All Leather - Antioch Arrow - Arab on Radar - Asterisk* - Bastard Noise - Black Cat #13 - Black Dice - The Blood Brothers - Camera Obscura - Cattle Decapitation - The Chinese Stars - The Crimson Curse - Das Oath - Dead Cross - Death Eyes - Doomsday Student - Ex Models - Fast Forward - Festival Of Dead Deer - Geromino | - Get Hustle - Ground Unicorn Horn - Head Wound City - Holy Molar - Hot Nerds - Ill Saint M - Into Violence - Invisibl Skratch Piklz - Jaks - Jenny Piccolo - Kill the Capulets - Kool Keith - Leg Lifters - Love Life - METZ - More Pain - Moving Units - Narrows - Orthrelm - Panicker - Paper Mice | - Planet B - Qui - Quintron - Rats Eyes - Retox - Secret Fun Club - Silent - Some Girls - Spanakorzo - Struggle - Swing Kids - T-Cells - The Plot To Blow Up The Eiffel Tower - The Locust - Unbroken - WARSAWWASRAW - Wet Lungs - Zeus! - Zs |